# آتیلا شاوولت
آتیلا شاوولت (مجاری: Sávolt Attila؛ زادهٔ ۵ فوریهٔ ۱۹۷۶)تنیس‌باز اهل مجارستان است.